# Corsino Fortes
Corsino António Fortes (Mindelo, 14 de febrer de 1933-24 de juliol de 2015) va ser un escriptor, diplomàtic i polític capverdià.

## Biografia
Nascut en la zona més pobra del Mindelo, a l'illa de São Vicente, Corsino António Fortes es va quedar orfe quan encara anava a l'escola. El 1957 es van publicar els seus poemes en el diari del liceu. El 1966 es va llicenciar en Dret per Universitat de Lisboa, on va viure a la Casa dos Estudantes do Império. Després fou destinat a Angola, on fou jutge del Tribunal de Benguela i Luanda, alhora que compaginava la seva feina amb la militància clandestinita en el Partit Africà per la Independència de Guinea i Cap Verd, i va posar la seva ploma al servei de la lluita contra el domini colonialista. Els seus poemes van aparèixer els anys 1960 en algunes publicacions com la revista Claridade o l'antologia Modernos Poetas Caboverdianos. El 1974 va editar el seu primer llibre, Pão & Fonemas, que amb Árvore & Tambor Editores el 1986 i Pedras de Sol & Substância (2001) formà la trilogia A Cabeça Calva de Deus on conta la saga del poble en lluita per l'alliberament.
Va formar part de diversos governs de la república de Cap Verd, i va ser el primer ambaixador capverdià a Portugal, el 1975.
Va presidir l'Associação dos Escritores de Cabo Verde (2003-2006). Obres com Pão e Fonema o Árvore e Tambor expressen una nova consciència de la realitat capverdiana i una nova lectura de la tradició cultural de l'arxipèlag.

## Obres
- Pão & Fonema (1974)
- Árvore & Tombor (1986)
- Pedras de Sol & Substância (2001)
- Els poemes De boca a barlavento i De boca concêntrica na roda do sol encontram-se no CD Poesia de Cabo Verde e sete poemas de Sebastião da Gama, d'Afonso Dias.
- A cabeça calva de Deus (2001) (trilogia — Pão & Fonema, Árvore & Tombor i Pedras de Sol & Substância)